# Ion Agârbiceanu
Ion Agârbiceanu (n. 12 septembrie 1882, Cenade, Austro-Ungaria – d. 28 mai 1963, Cluj, România) a fost un scriitor, ziarist și prozator român, adept al sămănătorismului, parlamentar, academician, canonic și protopop unit al Clujului. A fost tatăl fizicianului Ion I. Agârbiceanu.

## Biografie

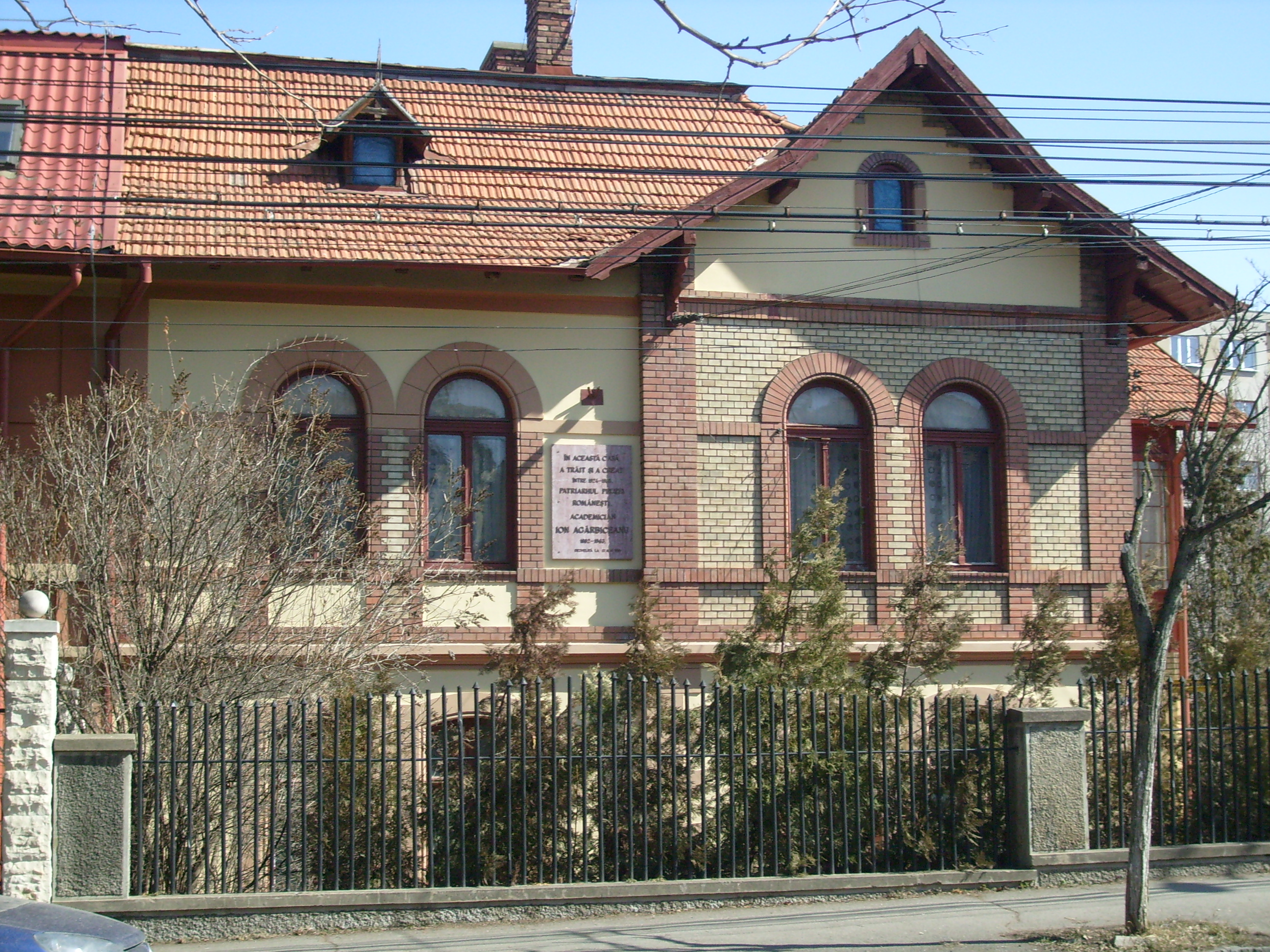
Casa din Cluj în care a locuit și a lucrat Ion Agârbiceanu între 1924-1963

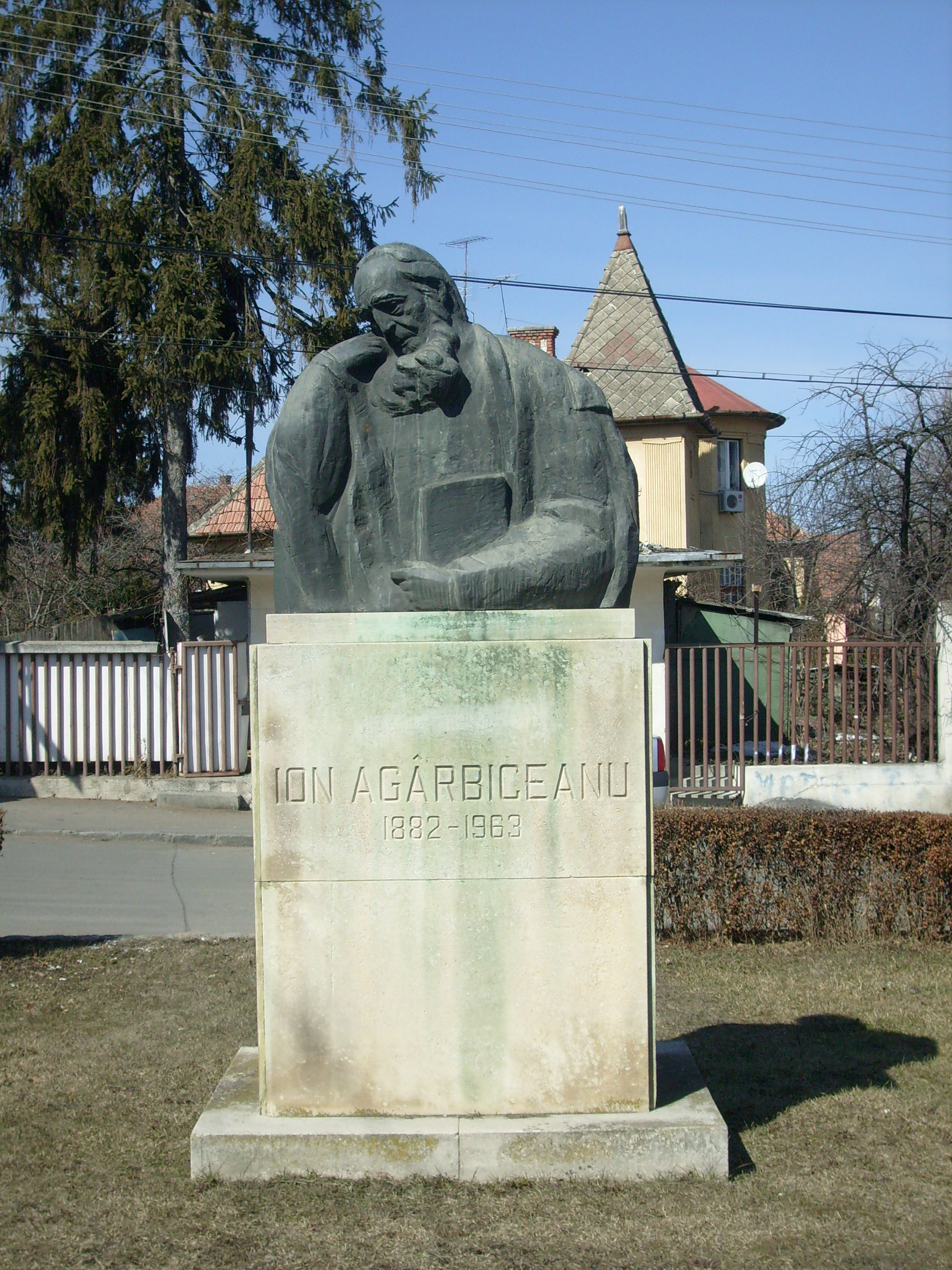
Statuia lui Ion Agârbiceanu din Cluj

A urmat studiile medii la Gimnaziul din Blaj (1892-1900), iar pe cele superioare la Facultatea de Teologie din Budapesta (1900-1904). Din 1901-1902 a început să colaboreze cu poezii la „Tribuna” din Sibiu, „Gazeta Transilvaniei” (Brașov), „Familia” (Oradea), „Drapelul” (Lugoj), „Cultura creștină (Blaj). În anul 1903 a început colaborarea la revista „Sămănătorul” cu Legendă în versuri. 
Între anii 1904-1905 a fost sub-prefect la internatul de băieți din Blaj.
În septembrie 1905 s-a înscris la Facultatea de Litere a Universității din Budapesta, secția de limbi clasice, română și istorie; audiază frecvent și activează la toate cursurile organizate de Societatea „Petru Maior”. Spre sfârșitul anului, revista Luceafărul îi tipărește primul său volum de schițe și povestiri intitulat De la țară. 
În anul 1906, aflând despre vacantarea unei parohii de lângă Abrud, i-a scris prepozitului Ioan Micu Moldovan despre intenția sa de a „aplica”. După numirea sa ca preot paroh în Bucium-Șasa a renunțat la studiile de limbi clasice la Budapesta. A renovat casa parohială din Șasa, s-a mutat cu familia sa acolo, unde i s-a născut primul fiu, Ion I. Agârbiceanu. A rămas lângă Abrud din 1906 până în 1910, când a primit o parohie în Orlat, județul Sibiu (1910-1916). În timpul Primului Război Mondial a ajuns în Moldova, de unde a fost evacuat în Rusia, fiind pentru un timp preot militar în corpul voluntarilor ardeleni (1917-1918).
- După 1918 a fost director al ziarului „Patria” din Cluj (1919-1927), apoi al ziarului „Tribuna” din Cluj (1938-1940).
- A deținut mai multe funcții politice în Parlamentul României întregite (prima dată în 1919, apoi în 1922-1926), mai târziu a fost senator și vicepreședinte al Senatului.
- A fost membru în Comitetul Executiv al Partidului Național Român din Transilvania (1919).
- A fost preot și protopop în Cluj (din 1930), canonic al Episcopiei Greco-Catolice de Cluj-Gherla (din 1931).
- Pentru activitatea sa literară, ales membru corespondent (1912), apoi activ (1925) al Astrei, secretar general al secțiilor literare-științifice ale Astrei (1925 - 1940), cu un rol însemnat în Adunările generale anuale ale acesteia, fiind un timp redactor al revistei „Transilvania”.
- A fost ales membru corespondent al Academiei Române în 1919, apoi membru titular al aceleiași Academii în 1955 la Secția de științe istorice, știința limbii, literatură și artă.
- A fost membru în Comitetul de conducere al Societății Scriitorilor, până la moarte a fost și  președinte al Sindicatului presei române din Ardeal și Banat (începând cu 1921).
- A primit premiul național pentru proză în 1927, Ordinul Muncii, pentru merite deosebite „în domeniul creației literare”, în 1954, Ordinul Steaua Republicii clasa I în 1962, a fost sărbătorit oficial cu ocazia a 80 ani de viață.
- La 28 mai 1963 se stinge din viață la Clinica Medicală din Cluj, în urma unui infarct miocardic. Necrologul semnat de Academie și de Uniunea Scriitorilor evidențiază bogata și îndelungata sa activitate - peste șase decenii - pe tărâm literar. La mitingul de doliu, ținut la Cluj, la 31 mai, îi omagiază personalitatea Iorgu Iordan, Zaharia Stancu, Mihai Beniuc, Mircea Zaciu.

A fost înmormântat în cimitirul Hajongard din Cluj. Mormântul său a fost declarat monument istoric în anul 2012.

## Distincții
- Ordinul „Meritul Cultural”, în gradul de Cavaler clasa I, pentru litere (1 februarie 1943)[7]
- Ordinul Muncii clasa I (9 iunie 1954) „pentru merite deosebite în domeniul creației literare”[8]
- Ordinul „Steaua Republicii Populare Romîne” clasa I (10 septembrie 1962) „pentru merite literare deosebite, cu prilejul împlinirii a 80 de ani de viață”[9]

## Opera literară

### Volume publicate
- De la țară, Budapesta,1905
- În clasa cultă, Vălenii de Munte, 1909
- Două iubiri , Vălenii de Munte, 1909
- În întuneric, București 1910
- Arhanghelii. Roman din viața românilor ardeleni, Sibiu, 1914 (apărut în foileton în 1913 în revista „Luceafărul”)
- Luncușoara în Păresemi, București, 1920
- Popa Man. Povestire după o legendă, București, 1920
- Ceasuri de seară, București, 1921
- Trăsurica verde, București, 1921
- Chipuri de ceară, București, 1921
- Spaima, Craiova,  1922
- Dezamăgire, București, 1924
- Legea trupului. Povestea unei vieți, București, 1926
- Legea minții. Povestea altei vieți, București, 1927
- Stana, Cluj, 1929
- Biruința, București, 1930
- Dolor. Zbuciumul lui Ilarie Bogdan, Craiova, 1930
- Răbojul lui Sfântu Petru, București, 1934
- Sectarii, București, 1938
- Licean...odinioară, București, 1939
- Amintirile, București, 1940
- Jandarmul. O mare dramă în Maramureș, București, 1941
- Domnișoara Ana, București, 1942
- În pragul vieții, București, 1942
- Vremuri și oameni. Lumea nouă, București, 1943
- Vâltoarea, Sibiu, 1944
- Din copilărie. Chipuri și povestiri,  București, 1956
- Din munți și din câmpii, București, 1957
- File din cartea naturii, București, 1959
- Faraonii, București, 1961
- Strigoiul, București, 1968 (postum)
- Din pragul marei treceri, Cluj, 1978 (postum)
- Fața de lumină a creștinismului, Cluj-Napoca, Eikon, 2006.
- Intâiul Drum
- Nepoata lui moș Mitruț
- Opere, studiu introductiv de Mircea Zaciu, vol. I-XVIII, București, 1962-2002

## Vezi și
- Lista membrilor Academiei Române

## Imagini

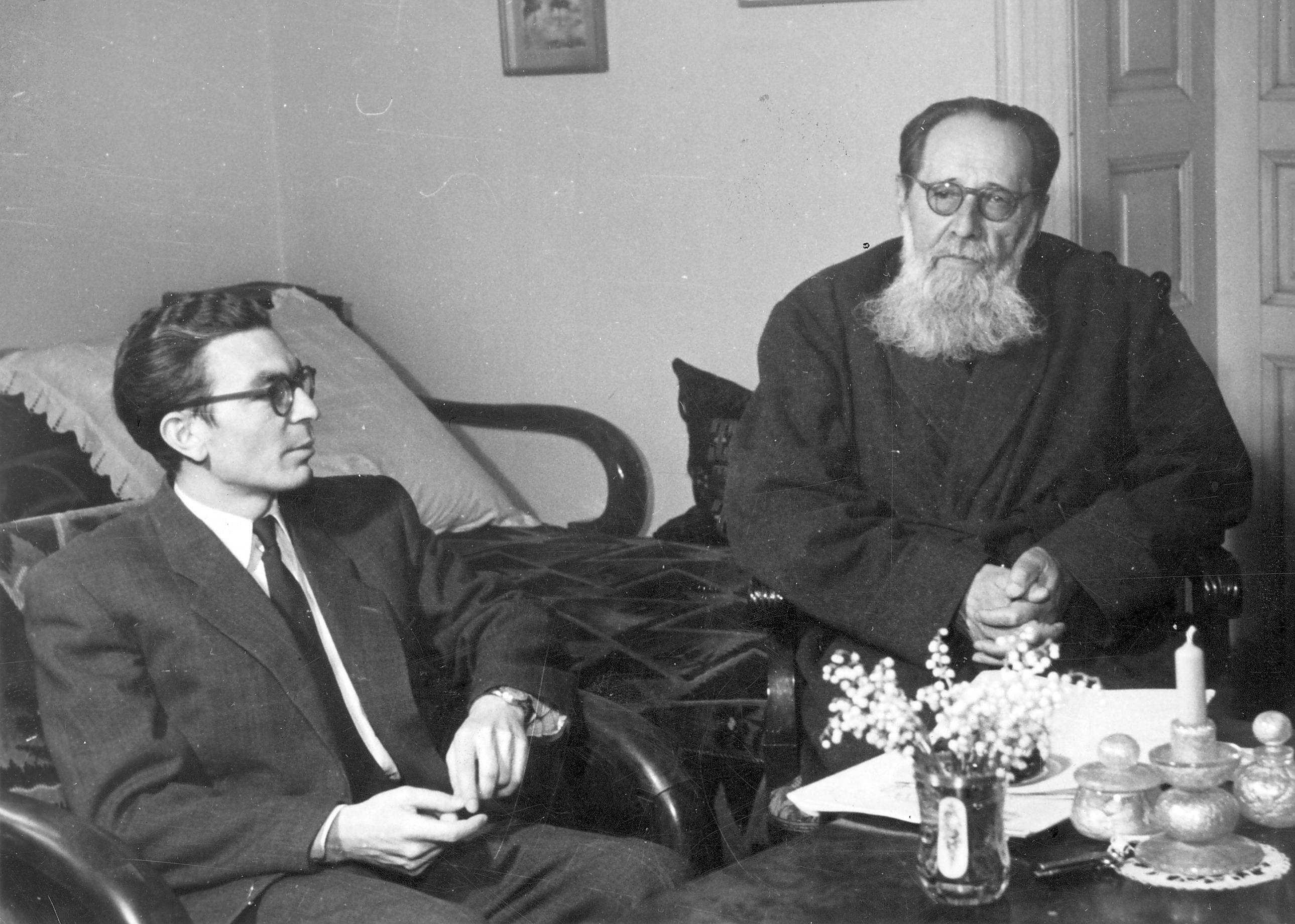
Mircea Zaciu și Ion Agârbiceanu în 1962
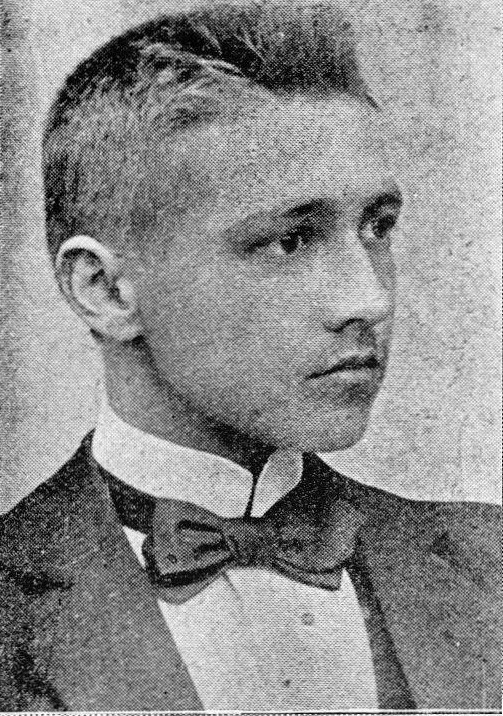
Ion Agârbiceanu în 1900
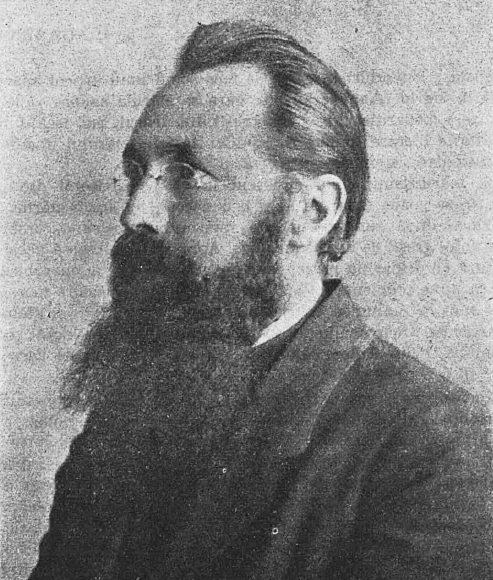
Ion Agârbiceanu
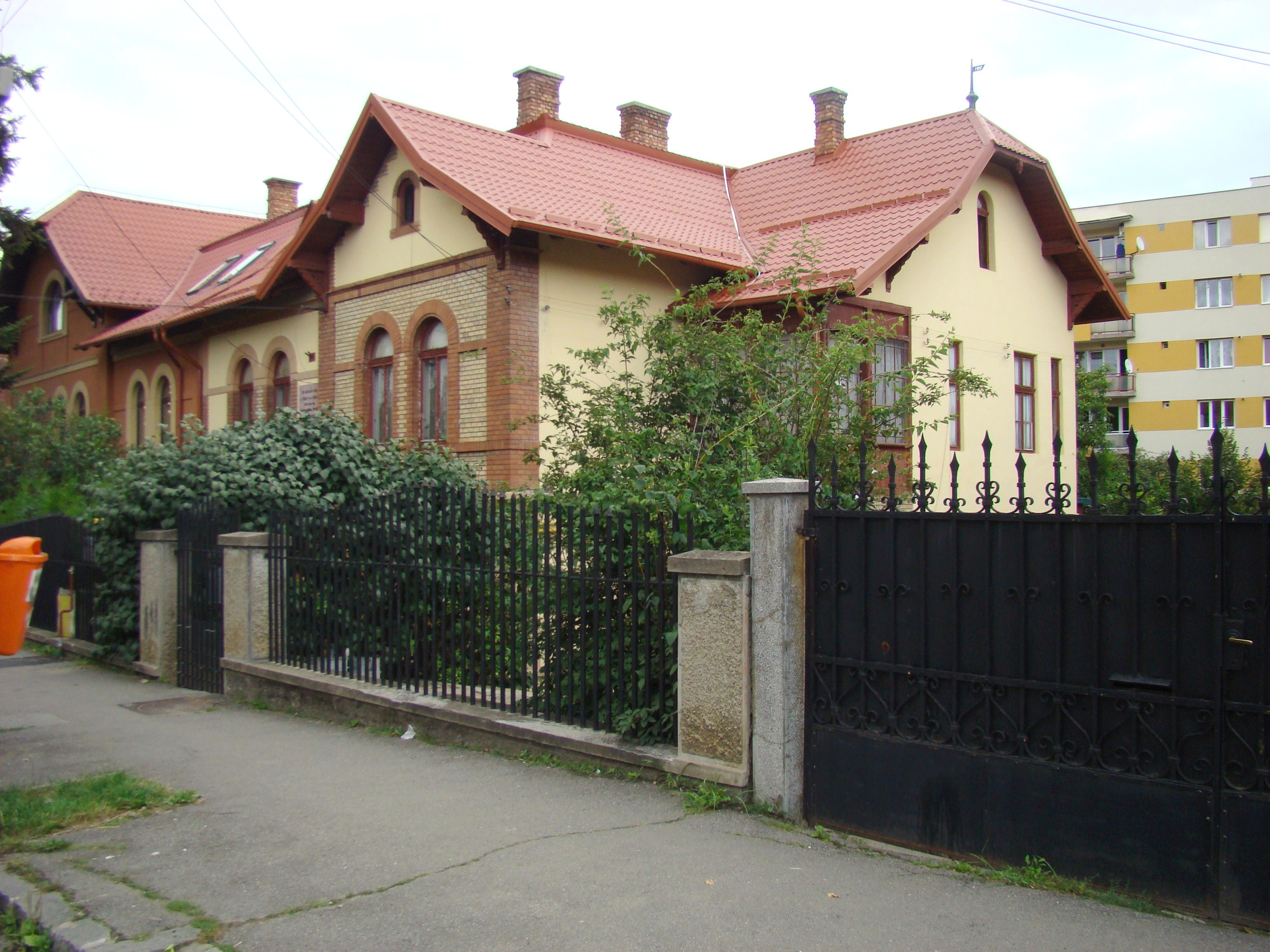
Casa din Cluj în care a locuit și a lucrat Ion Agârbiceanu între 1924-1963
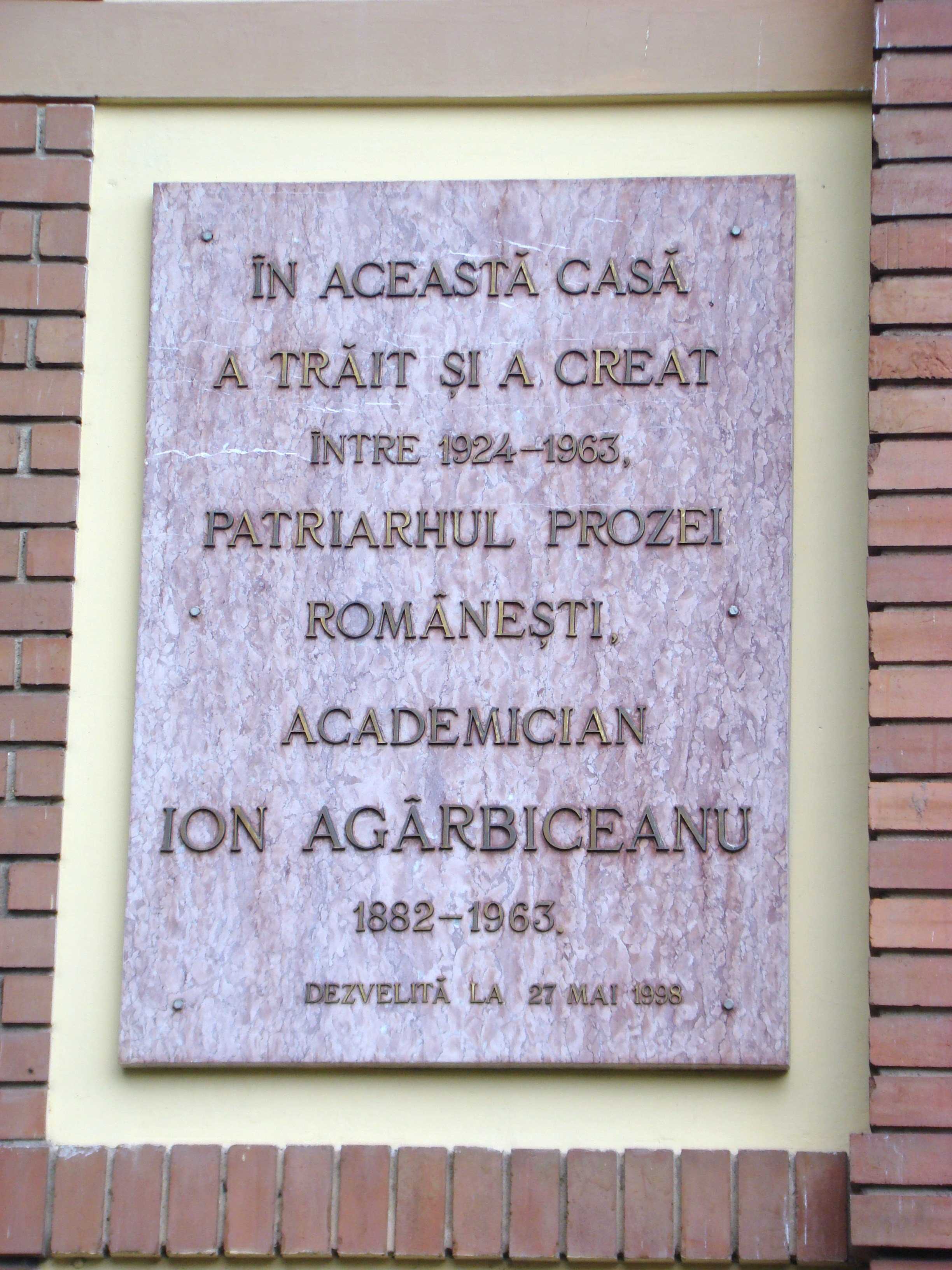
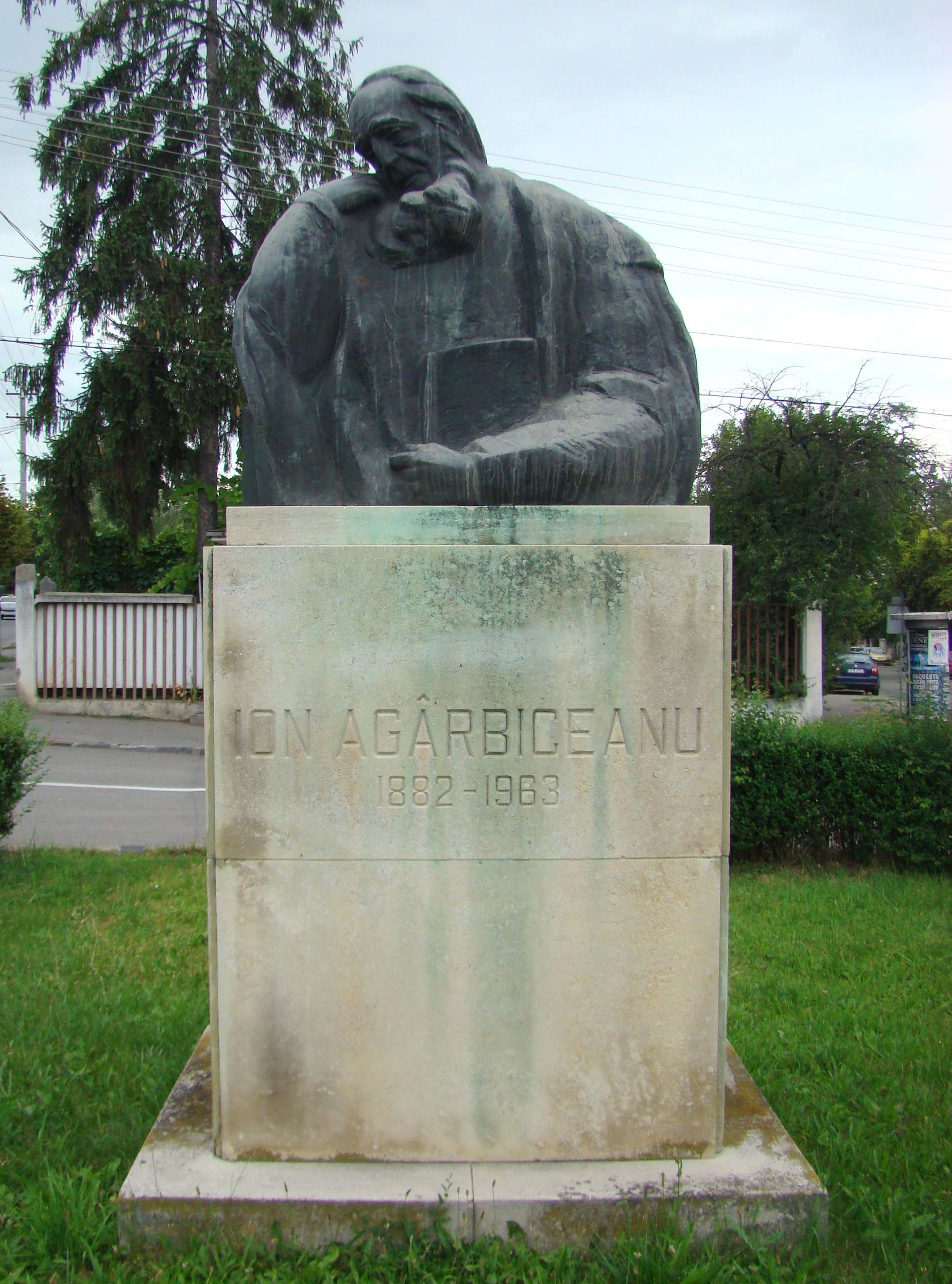
Statuia lui Ion Agărbiceanu din Cluj, aflată în piața care îi poartă numele